# Gattaca - La porta dell'universo
Gattaca - La porta dell'universo (Gattaca) è un film del 1997 diretto da Andrew Niccol, interpretato da Ethan Hawke, Uma Thurman e Jude Law.
È una pellicola di fantascienza, accostata al filone del biopunk: legata ad aspetti sociologici e psicologici, è ambientata in un futuro prossimo caratterizzato da lotte di classe tra chi è nato programmato geneticamente e chi è venuto al mondo con un patrimonio genetico naturale.

## Trama
In un prossimo futuro è possibile far nascere esseri umani con un preciso corredo genetico, selezionato dai genitori su un gruppo di cellule embrionali. Tramite questo processo si possono scegliere e prevedere in anticipo le future caratteristiche fisiche, estetiche e di salute dei nascituri, che vengono quindi artificialmente generati senza imperfezioni, risultando in pratica costruiti su misura e a piacimento dei genitori. Sostanzialmente la società risulta di fatto divisa in due categorie: i validi, cioè uomini e donne dal corredo genetico perfetto, scelti per ricoprire i ruoli più prestigiosi della comunità, e i non validi, ovvero le persone nate con i loro genomi naturali, destinati allo svolgimento dei lavori più umili e relegati ai margini della società civile.
Per scelta volontaria dei suoi genitori, Vincent viene concepito in modo naturale, senza l'intervento della scienza. Fin dalla nascita gli viene diagnosticata la stessa debolezza cardiaca del padre, a causa della quale, secondo i calcoli svolti a partire dalle analisi del suo sangue prelevato all'atto della nascita, sarebbe destinato a vivere per non più di 30 anni. Vincent è dunque etichettato come non valido, mentre per la nascita di suo fratello minore Anthony i genitori richiedono i miglioramenti genetici che lo faranno catalogare come valido. Vincent inizia così una continua sfida con il fratello su chi possa essere migliore e fin da piccolo sogna di diventare un astronauta. Una volta diventato adulto, Vincent abbandona la famiglia, da cui si è sempre sentito incompreso e trascurato in favore di Anthony, e desidera fortemente entrare a Gattaca, l'ente aerospaziale responsabile delle missioni interplanetarie. Nonostante conosca alla perfezione tutto ciò che è necessario studiare per l'esame di ammissione, non ha modo di superare l'analisi genetica che sarà effettuata sul suo sangue: una pratica formalmente illegale, ma che tutte le aziende, aggirando la legge con la scusa di un comune esame anti-droga, di fatto mettono sistematicamente in atto.
Vincent viene inizialmente assunto a Gattaca come addetto alle pulizie; a un certo punto un misterioso individuo gli propone di "comprare" l'identità di Jerome, un ex atleta valido e nato geneticamente perfetto che è divenuto paraplegico a seguito di un incidente e, per tale motivo, si è ritrovato suo malgrado completamente estromesso da un mondo che richiede la perfetta idoneità fisica, di cui lui teoricamente sarebbe dotato. Contando su una vaga somiglianza fisica, Vincent si sottopone clandestinamente a diversi interventi chirurgici e ad allenamenti intensivi per assomigliare il più possibile a Jerome. Riuscendo a nascondere giornalmente la sua vera identità, facendosi chiamare con il nome di Jerome e presentando alle analisi delle sacche di sangue e urina di Jerome, Vincent riesce ad entrare a far parte dei ricercatori di Gattaca, diventando ben presto uno dei migliori nel suo ruolo e suscitando l'interesse della collega Irene, con la quale inizia a frequentarsi anche al di fuori del lavoro, fino ad innamorarsi di lei. Proprio nell'imminenza della sua prima missione spaziale, però, uno dei direttori di volo viene ucciso. Sul luogo del delitto viene trovato un ciglio del protagonista e ciò porta a galla la presenza tra i membri di alto livello dell'agenzia di un non valido, identificato nella persona del Vincent addetto alle pulizie. Nell'indagine che segue Vincent si trova a un passo dall'incriminazione ma, con l'aiuto di Irene (che inizialmente si era molto arrabbiata scoprendo la verità, ma poi aveva capito di voler comunque bene a Vincent) e di Jerome, riesce a farla franca. L'autore dell'omicidio si scopre poi essere il responsabile del programma, preoccupato per il rischio che il budget dei lanci spaziali venisse decurtato.
Uno dei detective che hanno investigato sul caso, l'unico ad essere rimasto poco convinto degli alibi di Jerome/Vincent, si rivela tuttavia essere proprio suo fratello minore Anthony, che in origine credeva che Vincent fosse già morto, a causa della diagnosi che gli era stata fatta da bambino. Anthony vorrebbe denunciare Vincent per la truffa messa in atto ma, dopo una sfida in mare a chi arriva a nuotare più lontano (come facevano sempre da piccoli), comprende come il non valido Vincent sia riuscito a realizzarsi nonostante il suo scadente corredo genetico e decide di lasciargli vivere la sua vita.
Giunto al momento della partenza, a causa di un esame delle urine a sorpresa, Vincent viene totalmente smascherato, ma inaspettatamente il medico aziendale che ha eseguito il test modifica il risultato e lo lascia andare: egli fa capire di aver sempre saputo che Vincent non fosse chi faceva credere di essere, ma nonostante ciò lo ammirava, e non per il suo status di astronauta, bensì per essere riuscito ad arrivare dove era arrivato pur essendo un non valido, come il proprio figlio. Vincent riesce quindi a mantenere l'amore con Irene ed a coronare il suo sogno partendo per un viaggio verso Titano, mentre Jerome, dopo aver assicurato all'amico una quantità del suo sangue e delle sue urine sufficiente per poter continuare a sostituirlo per un lungo tempo, forse a vita, sceglie di suicidarsi, morendo grato nei confronti di Vincent per avergli fatto vivere e assaporare i suoi sogni.

## Produzione
Il termine Gattaca ha a che fare con una delle tematiche principali del film, in quanto è stato composto usando solo le lettere iniziali delle quattro basi azotate che compongono il DNA, l'adenina, la citosina, la timina e la guanina. Tali lettere sono anche richiamate nei titoli di coda: tutte le A, le C, le T e le G nel testo di coda sono in azzurro; durante i titoli iniziali, il cast degli attori è presentato in modo che compaia prima una lettera presente nella parola Gattaca e poi il resto del nome.

### Cast
Anche i nomi dei protagonisti hanno un loro significato nell'ambito della vicenda:
- il protagonista maschile, interpretato da Ethan Hawke, si chiama Vincent Freeman; "Vincent" è stato scelto perché, come spiega la madre all'inizio, suo figlio "farà grandi cose". "Freeman" invece allude all'espressione inglese "free man", che significa "uomo libero";[4]
- la protagonista femminile, interpretata da Uma Thurman, si chiama Irene Cassini; il nome Irene ha origine greca e significa "pace", mentre il cognome Cassini è ispirato all'astronomo Giovanni Domenico Cassini, che ha scoperto i satelliti naturali di Saturno e lo spazio tra i suoi anelli; il film si conclude con il lancio della missione a cui Vincent prende parte verso Titano, la principale luna di Saturno;[5]
- il co-protagonista, interpretato da Jude Law, si chiama Jerome Eugene Morrow: "Jerome" (si pronuncia: ˈdʒəˈrəʊm) è assonante alla parola inglese "genome" (si pronuncia: ˈdʒiː.nəʊm), in italiano "genoma", cioè il complesso dei geni di un individuo; "Eugene" significa "essere nato bene" o "avere buoni geni" (dal greco "eu": bene, e "genos": nascita; oppure dall'inglese "gene" (dʒiːn) che in italiano ha il significato di "gene"); "Morrow" in inglese è una forma letteraria contratta di "Tomorrow", vale a dire "il domani", "il giorno che verrà" o anche "il futuro".

### Riprese

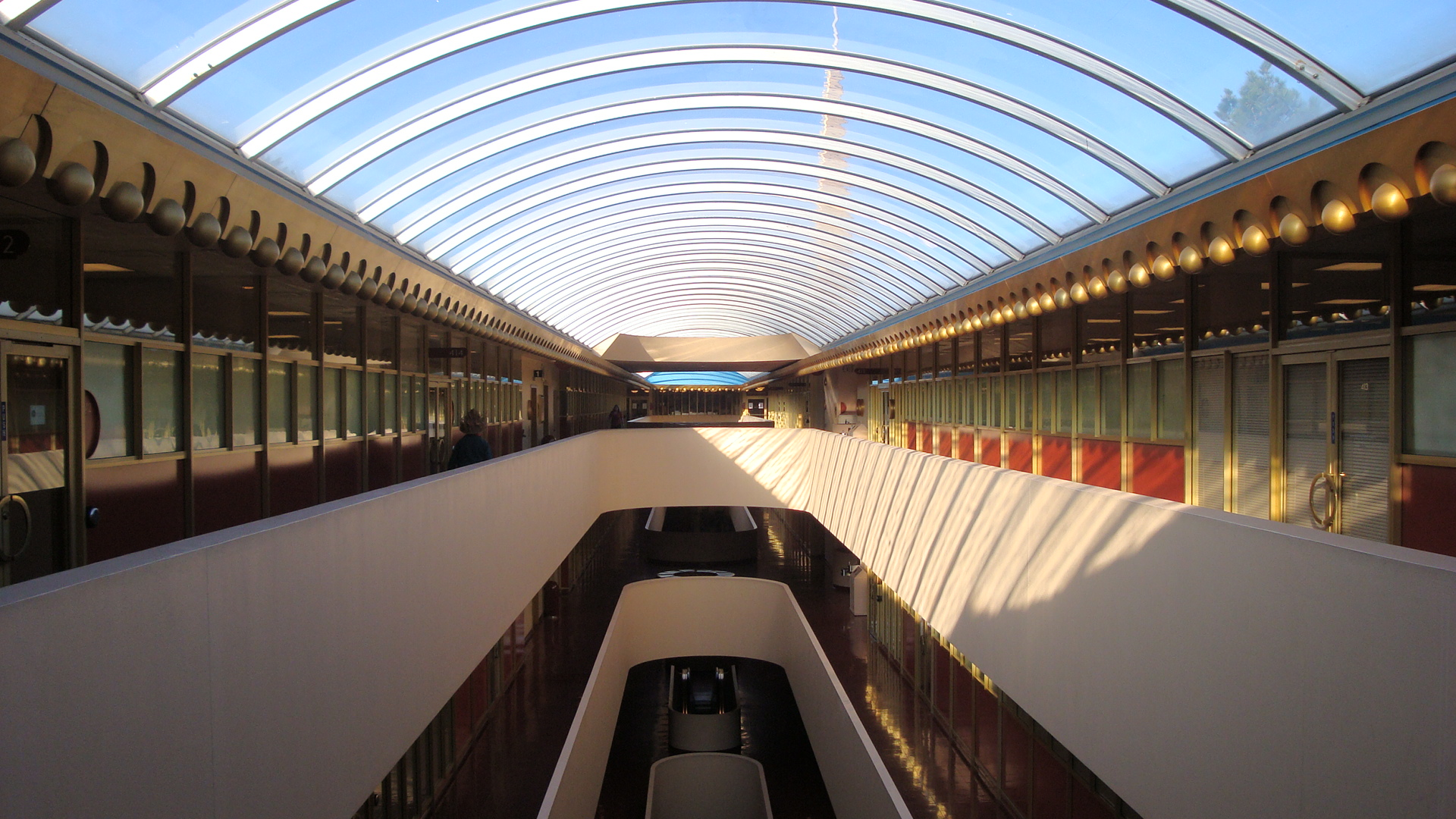
Il Marin County Civic Center di Frank Lloyd Wright, sede dell'ente spaziale Gattaca

La vicenda è collocata in una società di un futuro prossimo. Gli abiti, le acconciature e l'architettura degli edifici si rifanno ai primi anni Sessanta, con richiami al film Agente Lemmy Caution: missione Alphaville di Jean-Luc Godard, con cui la pellicola di Niccol condivide anche alcune tematiche sul contrasto fra sentimenti e fredda tecnologia; proprio quest'ultimo settore, attorno al quale ruota il film, è invece molto avanzato: il contrasto fra questi due elementi si rifà alle caratteristiche del genere steampunk.
Anche le auto si rifanno a quelle utilizzate nello stesso decennio, ma sono dotate di un futuristico sistema di propulsione elettrico che emette un ronzio; spiccano la vettura di Irene Cassini, una Citroën DS in versione cabriolet, una Studebaker Avanti e una Rover P6.

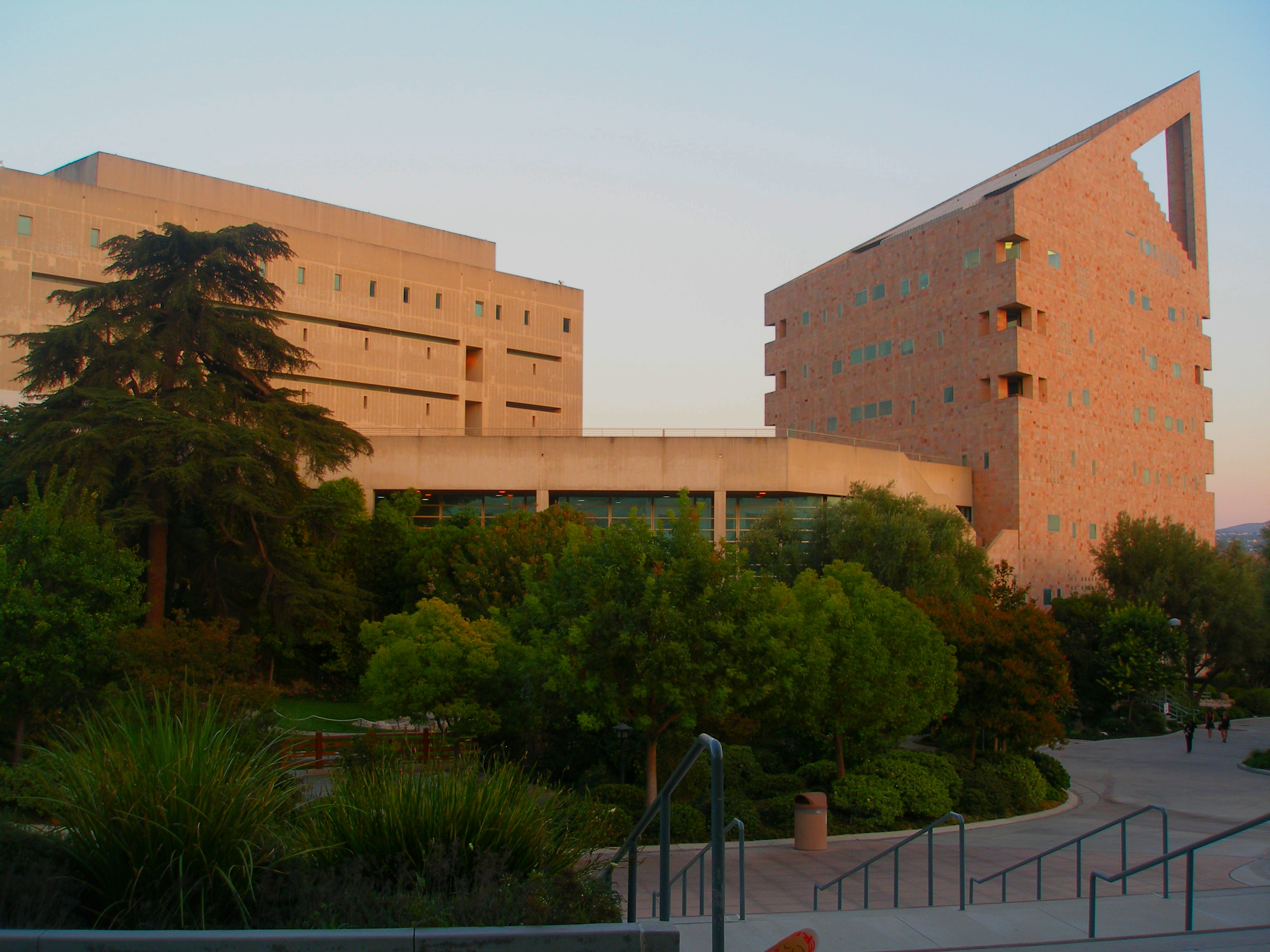
Il complesso CLA Building, usato per gli esterni dell'abitazione di Vincent.

L'edificio sede dell'organizzazione Gattaca è il Marin County Civic Center di Frank Lloyd Wright, a San Rafael (California), costruito nel 1957, che era già stato usato in L'uomo che fuggì dal futuro di George Lucas.
Gli annunci vocali all'interno di Gattaca sono diffusi in esperanto: questo aiuta a rendere l'atmosfera del centro aerospaziale universale e non collegabile a precisi riferimenti storico-geografici, delineando un mondo futuro omogeneizzato anche tramite l'uso di una lingua artificiale, totalmente creata dall'uomo. Per sottolineare l'effetto della perfezione fisica umana dovuta alla selezione dei geni, il regista ha scelto di utilizzare come interpreti prevalentemente modelli e modelle, dotati di fisicità statuaria e notevole bellezza.

## Colonna sonora
Il 6 dicembre 1997 è stata pubblicata la colonna sonora del film, composta da Michael Nyman e prodotta dalla EMI.

### Tracce
1. The Morrow
2. God's Hands
3. The One Moment
4. Traces
5. The Arrival
6. Becoming Jerome
7. Call Me Eugene
8. A Borrowed Ladder
9. Further And Further
10. Not The Only One
11. Second Morrow
12. Impromptu For 12 Fingers
13. The Crossing
14. It Must Be The Light
15. Only A Matter Of Time
16. I Thought You Wanted To Dance
17. Irene's Theme
18. Yourself For The Day
19. Up Stairs
20. Now That You're Here
21. The Truth
22. The Other Side
23. The Departure
24. Irene & The Morrow

## Riconoscimenti
- 1997 – Courmayeur Noir in festival
  - Premio del pubblico

- 1997 – Sitges - Festival internazionale del cinema della Catalogna
  - Miglior film ad Andrew Niccol
  - Miglior colonna sonora originale a Michael Nyman

- 1998 – Bogey Awards
  - Bronze Bogey

- 1998 – Festival internazionale del film fantastico di Gérardmer
  - Premio della giuria

- 1998 – London Critics Circle Film Awards
  - Sceneggiatore dell'anno ad Andrew Niccol